# クレクレタコラ
『クレクレタコラ』は、東宝企画（東宝）製作の特撮テレビ番組。

## 概要
1973年10月1日から1974年9月28日まで、毎週月 - 土曜日の午後6時55分から7時までに、フジテレビ系列にて放映された。全260話。
タコの怪獣「タコラ」と、不思議な森に住む奇妙な住人たちが繰り広げるスラップスティック・コメディ。
現在の基準として見ると、児童向けとしては暴力的な表現が目立つ。スイカ割りと騙され囚われたチョンボにタコラが日本刀で顔面を切りつけたり、数々の盗みの罪により一方的な裁判で死刑判決を受けたタコラが逆上して暴力で裁判を転覆させたり、精神異常を装ったタコラがチョンボと共謀して怪獣たちから食べ物などを巻き上げたりと、社会風刺的かつアナーキーでブラックな展開のエピソードも多い。ラストは騒動を起こしたタコラやチョンボがひどい目に遭うという寓話仕立てとなっているが、物語に収拾がつかずに終わることも多い。各キャラには一応声の担当はいるが、セリフはほとんどない。

## ストーリー
不思議な森に住むタコ怪獣タコラは木の家に住み、その上から望遠鏡を覗いて欲しいものを見つけると、それを何とかして入手しようとする。場合によっては極めて暴力的な手段を用いるが、多くの場合企みは失敗し、手痛い報復を受けて終わる。

## 登場人物
タコラ
主人公。公害によって怪獣化し陸に上がったフテクサレタコ。口から吐く煙幕と変身タコラの術で何にでも変身する能力を持つ。例え些細な物であろうと「欲しい」と思えば、どんな手を使っても手に入れようとするが、最後は大抵取られた相手から強烈な仕返しをされることが多い。また酢が弱点で、そのためか酢ダコが苦手で見ただけで倒れてしまうほど。
- タコラのモデルは、企画・原案を手掛けた磯野理の息子であるという。磯野は子供が頻繁に物をねだるところから、タコラの性格のヒントを得たとのこと。
- 造型を手掛けた村瀬継蔵は、削り出しで丸く仕上げる頭部の加工が難しかったと述懐している。
- 2016年に『戦国パズル!!あにまる大合戦』のコラボキャラとして登場した。

チョンボ
ラッカセイの実のような姿の黄色い怪獣。気のいいタコラの相棒で、タコラの策略の足を引っ張ったり、逆に引っかき回されたりと、いつも「チョンボ」な役回り。体型に似合わずでんぐり返りが得意。モンロと組んでタコラを糾弾したこともある。
モンロ
ピンク色のセイウチのような姿の雌の怪獣。森の住人のヒロインで、森の人気者。いつも「ウッフン」とお色気を振り回している。タコラも惚れており気を向けさせようとするが、その非常識ぶりに呆れて大抵は振られている。それどころか時としてデブラと共同でタコラを懲らしめるなど、森の中では良識派でもある。
- デザイン時の名称はオトラであった。

トリオ怪獣
常に3匹で行動しているタコラのライバルたち。森の住人の中では一番グロテスクな風貌。
イカリー
トリオの中ではリーダー的存在。体色は青く体表にブツブツした細かいイボがあり、短気でいつも怒っているが、案外人のいい所もある。
ヘララ
笑い上戸の憎めない怪獣。体色は濃緑色で鱗に覆われており、首の後ろから肩にかけての部分に渡る鰭状の器官がある。泣く時も笑い泣き。
シクシク
泣き虫怪獣。体はすみれ色で鱗に覆われており、笑う時も泣き笑い。
デブラ
丸っこい狸のような姿の怪獣。森の警察官で、医者、牧師など、公的・権威的な職種一般を受け持つ。だがタコラたちの傍若無人な振る舞いには対処し切れていない一方で、冤罪で森の住人を無理矢理逮捕したり、トリオ怪獣やビラゴンと組んでタコラとチョンボを懲らしめる行動もしばしば見受けられる。
ビラゴン
竜のような姿の怪獣で、背中から伸びた尻尾が胴体に巻きついているのが特徴。力持ちだが間が抜けている。タコラとチョンボにとっては最大のライバル。
トロロ
タコラの天敵で、姿を消すことのできるクラゲに手足をつけたような姿の怪獣。頭にスプリンクラーのような器官があり、タコラの弱点の酢を頭からかける酢ダコ作戦を得意とする。

## キャスト

### 声の出演
- タコラ、チョンボ、モンロ - 太田淑子
- イカリー、ヘララ、シクシク、デブラ、ビラゴン、ナレーション[4] - 阪脩

### スーツアクター
- タコラ[3] - 花巻五郎
- チョンボ[8] - 山村哲夫
- ビラゴン[3] - 久須美護
- デブラ[3] - 図師勲
- シクシク、トロロ - 龍田直樹[9]

## スタッフ
（出典）ちくま文庫『最終回にほえろ！傑作編』 272頁
- 企画・原案・製作：磯野理
- 脚本：坪島孝、長野洋、柏原寛司、木下祐子、篠崎好、渡辺由自、まつしまとしあき、上原正志、鶴川五六[注釈 1]
- 音楽：菊池俊輔
- 特殊美術造型：ツエニー[4][5]
- 制作：磯野脩
- 監督：坪島孝、石田勝心、浅野正雄、小谷承靖
- 広告代理店：読売広告社[10]
- 製作：東宝企画

## 主題歌・挿入歌
レコードは東宝レコードから発売。
- 主題歌：「クレクレタコラ」
- 挿入歌：「不思議な不思議な森の中」
  - 作詞：鶴川五六 作曲・編曲：菊池俊輔 歌：石川進

## 放送局
- フジテレビ（制作局）：月曜 - 土曜 18:55 - 19:00
- 秋田テレビ：月曜 - 土曜 18:55 - 19:00[11]
- 富山テレビ：月曜 - 土曜 18:55 - 19:00[12]
- 石川テレビ：月曜 - 土曜 18:55 - 19:00[12]
- 福井テレビ：月曜 - 土曜 18:55 - 19:00[12]
- 長野放送：月曜 - 土曜 18:55 - 19:00[13]
- 東海テレビ：月曜 - 土曜 18:50 - 18:55
- 関西テレビ：月曜 - 土曜 18:50 - 18:55
- テレビ静岡：月曜 - 土曜 18:55 - 19:00
- 広島テレビ：月曜 - 土曜 18:55 - 19:00[14]

## 制作
当時の1時間枠ドラマの制作費が1週800万円だった時代に、1週120万円の低予算で制作した1週6話放映の5分枠帯番組。残業なしで1日3話の撮影をしなければ採算が合わない制作環境で、成城の東宝撮影所の大ステージの中央に森のセットを植え込み、背景を変えながら四方から撮影するなどの手法を取り、全話の制作には約3ヶ月を要している。東宝企画のプロデューサーだった磯野理は、撮影終了後のスタッフに酒を振る舞って士気を鼓舞。通常の平均視聴率が5%だったフジテレビの18:55 - 19:00枠を最終的には13.5%に跳ね上げた。テレビ放映中にも主題歌レコードが売れたおかげで、鶴川五六の筆名で主題歌を作詞した磯野にも印税（新人の作詞料は1曲3円で、レコード両面の作詞で1枚につき6円の印税）が入り、初年度は約3万8,000枚以上の売上で22万8,000円、翌年はテレビ放映印税を含めて100万円近い印税収入を得るほどの商業的成功を収めた。
磯野は、アニメーション作品が続いたフジテレビの18:55 - 19:00枠で「5分番組でも、着ぐるみは動きが緩慢だから駄目!」と言われながらも、チャールズ・チャップリンのサイレント映画をヒントに「撮影時にはフィルムの回転を遅らせて、正規回転映写で放映すれば軽快な動きになるはずだ!」という発想から企画を開始し、当時は3歳と5歳だった息子たちの日常的な行動から本作品の単純明快な設定やキャラクターデザインなども思いついて、企画書を作成。広告代理店の読売広告社やフジテレビ担当者からの「テレビ番組は、撮影前に音楽が完成していなければ駄目。5分番組なら、主題歌のワンフレーズで、どんな番組かを子供たちに分からせないといけない」という意見で、制作リスクを抑えるために自ら作詞をして、当時の超売れっ子だった菊池俊輔に作曲を依頼し、菊池から「ド素人はおっかない」と詞の内容を笑われるも、楽しい曲が完成。1日に最低10話の脚本を書かないと制作準備が間に合わない状況下で、磯野は自宅の隣近所の子供たちの日常的な仕草や欲しがる物も観察しながら、脚本家たちとアイデア会議を行い、本作品の様々なストーリーも作り上げていった。
キャラクターデザインは東宝美術スタッフの村瀬継雄が担当。主要キャラクターの造型は、村瀬の弟である村瀬継蔵が率いるツエニーが手掛けた。
脚本家の1人である柏原寛司は、本作品が脚本家デビュー作であり、当時は日本大学芸術学部の3年生であった。柏原は、デビューが東宝であったから、その後も同社とのつながりが深かったと語っている。後年、柏原は『ゴジラvsスペースゴジラ』（1994年）を執筆した際に、スペースゴジラを本作品のビラゴンのような細くて邪悪な姿と想定していた。
『ゴジラ』（1984年版）で造型部に参加していた樋口真嗣は、同作品撮影後の倉庫整理でモンロやデブラなど本作品のスーツのいくつかも処分したと証言している。

## 放映リスト
1. お月様の巻
2. 酢ダコはごめんネの巻
3. ピクニックの巻
4. 時限爆弾の巻
5. 磁石がほしいの巻
6. 夢のまた夢の巻
7. 死んでもらいますの巻
8. まんがの巻
9. オバケの巻
10. 電話の巻
11. ああ結婚の巻
12. きれいな傘だの巻
13. 牛乳が飲みたいの巻
14. 彫刻家の巻
15. まちがい電話の巻
16. 本日断水の巻
17. メガネが欲しいの巻
18. 道路標識の巻
19. 塵取と箒の巻
20. 蚊取り線香の巻
21. リレー競争の巻
22. 狩りで魚で釣りが鳥の巻
23. お祭りの巻
24. 警官になりたいの巻
25. 恐怖の巻
26. ペンダントはイヤの巻
27. 虫歯騒動の巻
28. 意地悪の巻
29. 注射の巻
30. 大入道現わるの巻
31. 看板がほしいの巻
32. 日曜大工の巻
33. 交番ジャックの巻
34. コック修行の巻
35. 蝶々が欲しいの巻
36. モンロの椅子の巻
37. アタッシュケースの巻
38. 史上最笑の作戦の巻
39. ベンチ奪取戦の巻
40. 髭が欲しいの巻
41. 催眠術の巻
42. 車輪転がしの巻
43. 宝さがしの巻
44. 糸車が欲しいの巻
45. らんぷとらんの巻
46. 恐怖のボウリングの巻
47. 風船が欲しいの巻
48. いろんなパンだよの巻
49. どうにも止まらないの巻
50. 扇風機の巻
51. ミキサーの巻
52. 砲丸投げの巻
53. 日曜画家の巻
54. ああ爆弾の巻
55. 丸焼きの巻
56. けんかの巻
57. 風船ばくだんの巻
58. シャボン玉の巻
59. まりと蝶の巻
60. ゴルフの巻
61. ビラゴンの誕生日の巻
62. ギターになりたいの巻
63. ガマ口の巻
64. パイケーキの巻
65. 名探偵の巻
66. 毛虫の巻
67. 魚釣りの巻
68. びっくりガマ口の巻
69. 逃げろ逃げろの巻
70. 伝言板の巻
71. 必殺! つばめ返しの巻
72. チョンボの病気の巻
73. 魚とはち巻き釣りの巻
74. スコップが欲しいの巻
75. タコラはかかしの巻
76. ジュースを飲むのはつらいものの巻
77. 風車いただきの巻
78. 怪傑トロロの巻
79. 最期の販売機の巻
80. パックをやって綺麗になろうの巻
81. 空気入れだよの巻
82. タコラの鈴の巻
83. 魔法の杖が欲しいよの巻
84. 三度笠だよの巻
85. 手旗信号の巻
86. ヤナギゴウリの巻
87. 蜂に刺されたいの巻
88. タコラの人形騒動の巻
89. 広場死斗編の巻
90. チョンボが倒れたの巻
91. バスケット大乱戦の巻
92. 叩き売りの巻
93. 悪徳警官デブラの巻
94. 秘トロロの大壺の巻
95. 昨日の敵は今日の友の巻
96. タコラ捕物控の巻
97. 紙カブトが欲しいの巻
98. 金庫が盗まれたの巻
99. 忘れられた誕生日の巻
100. タコラ人形の巻
101. 空飛ぶ皿の巻
102. ブラシが欲しいの巻
103. テープが欲しいの巻
104. ヤカンが欲しいの巻
105. モンロのエプロンの巻
106. タコラの迷カメラマンの巻
107. タコラの二等兵の巻
108. あれがうわさのタコ次郎の巻
109. カメラマンの巻
110. タコラのワンポイントゴルフの巻
111. トロフィー買えず馬鹿をみたの巻
112. タコラの望郷編の巻
113. タコラの若大将の巻
114. タコラの独裁者の巻
115. 毎度おなじみチリ紙交換の巻
116. ラジオがタコラを馬鹿にしたの巻
117. タコラの鬼退治の巻
118. 代理戦争の巻
119. 弁当屋は大繁盛の巻
120. 戦争は嫌よの巻
121. 把手把手の巻
122. 額縁争奪戦の巻
123. 空を飛んだタコラの巻
124. だまされたタコラは駄目タコラの巻
125. 警官防衛戦の巻
126. 平和な森の真昼の決斗の巻
127. ブーメランの巻
128. 貯金箱の巻
129. タコラの事件記者の巻
130. 医者になったはいいけれどの巻
131. 明日天気になーれの巻
132. 切腹騒動の巻
133. ビーチパラソルの巻
134. 懐中電灯の巻
135. 森のパーティーの巻
136. 森のストレンヂャーの巻
137. 天上天下唯我独損の巻
138. タコラの用心棒の巻
139. 魚が釣れないよの巻
140. タコラのゲッタウェイの巻
141. 洗濯したのはいいけれどの巻
142. 救急担架の巻
143. 夢の玉手箱の巻
144. タコラの子連狼の巻
145. ポスターが欲しいの巻
146. 薪割りの巻
147. 悩みごと承りますの巻
148. ○×裁判の巻
149. 昆虫採集の巻
150. 恥の上塗り立候補の巻
151. お花がいっぱいの巻
152. 本日開店の巻
153. ダブルチョンボの巻
154. 真昼の決斗の巻
155. チョンボの恋の巻
156. タコラはつらいよの巻
157. 騎士道物語の巻
158. ガマの油売りの巻
159. カンケリはこわいの巻
160. 踊る阿呆に盗る阿呆の巻
161. レスリング大会の巻
162. クレクレ柔侠伝の巻
163. 地図を信じてしくじったの巻
164. 身体検査はつらかったの巻
165. 茸狩りの巻
166. 必殺仕掛られ人の巻
167. 柿をとったはいいけれどの巻
168. 縄張をとって馬鹿をみたの巻
169. キャンプだホイ、の巻
170. 似顔絵の巻
171. つかみ取りだ、の巻
172. みんながボクを嫌ってるの巻
173. 毛布を持って斗牛士の巻
174. お地蔵様のバチ当りの巻
175. トリオ怪獣の弱点教えますの巻
176. 忍術合戦の巻
177. ボクシングの巻
178. タコラの手品師の巻
179. 8ミリ撮影機の巻
180. チンチロリンと虫が鳴くの巻
181. ボクシングの巻
182. 森の国旗が欲しいのよの巻
183. 肩掛けカバンの巻
184. ラブレターの巻
185. ピコピコライトの巻
186. 強奪の巻
187. 故障の巻
188. 中身よりもの巻
189. 風向計が欲しいの巻
190. モンロの落し物の巻
191. 禁じられた遊びの巻
192. ラジオが聞きたいの巻
193. 腰ミノ付けてフラダンスの巻
194. 宝の箱の巻
195. 消火器取って消防士の巻
196. 御中元の巻
197. 電球に気をつけろの巻
198. スイカ割りの巻
199. 椅子取りゲームは痛かったの巻
200. 教会の玉手箱の巻
201. タコラの計算機の巻
202. 葵のマークは天下の副将軍の巻
203. 歌舞伎の迷優タコ五郎の巻
204. チョンボの魔法のロボットの巻
205. 変身解いたら馬鹿をみたの巻
206. もっと子分が欲しいの巻
207. セールスマンはつらかったの巻
208. タコラのクズ屋の巻
209. ざんげの値打もないの巻
210. 釜に入って茹タコラの巻
211. 目玉焼きが食べたい時はの巻
212. タコラの植木屋の巻
213. 工事現場は恐かったの巻
214. ある日突然の巻
215. タコラの牧師の巻
216. オーブントースターの巻
217. 宝の箱泥棒の巻
218. モンロ争奪戦の巻
219. 太陽は誰のものの巻
220. 気違い真似して気が触れたの巻
221. タコラのダメ親父の巻
222. 砂時計は爆弾の巻
223. 男タコラよどこへ行くの巻[注釈 4]
224. 残酷スイカ割りの巻
225. トリオ嘘つかないタコラ嘘つくの巻
226. 悲しき60才の巻
227. タコラのお天気相談室の巻
228. 絵を描くことはつらいものの巻
229. 日食の時何かが起きるの巻
230. 氷タコラはいかがの巻
231. タコラの座頭市の巻
232. タコラの大予言の巻
233. テストは本当にイヤリンコの巻
234. 団扇が欲しいの巻
235. デブラの旅情篇の巻
236. 乗車拒否して馬鹿を見たの巻
237. 探検家になりたいなの巻
238. 刑事の巻
239. 一日一善タコラは無残の巻
240. 免許取って馬鹿を見たの巻
241. 買い占めするヤツ悪いヤツの巻
242. ハンガーストライキの巻
243. カメラ騒動の巻
244. 高くついたよハンバーグの巻
245. タコリアムテルの巻
246. 傷だらけの栄光の巻
247. 二人あわせて30犯の巻
248. 行かねばならない殴り込みの巻
249. 救急箱はこりごりだの巻
250. デザイナーも痛かったの巻
251. 火事とケンカは森の花の巻
252. 恋の本命誰でしょうの巻[注釈 4]
253. OK広場の決斗の巻
254. 月見草取って馬鹿をみたの巻
255. さまようジャングルの巻[注釈 4]
256. 釣れ、釣れ、釣れたの巻
257. どかんと一発大発明の巻
258. 占う玉が悪かったの巻
259. ただいまタレント修業中の巻
260. 燃えよビラゴンの巻

## 漫画
- 幼稚園　　1973年10月号 - 1974年3月号連載作画：太田じろう
- 小学一年生　1973年11月号 - 1974年3月号連載　作画：野間吐史
- 小学二年生　1974年1月号 - 3月号連載　作画：たんじみちお

## 再放送
- 『おはよう!こどもショー』でおねえさんが関谷ますみ時代に再放送したことがあり、（おねえさん）「せーの、」（子供たち）「タコラァ!!」と叫んでから始まった。なおサブタイトルは子供向けにアレンジされた（例：第149話の「昆虫採集の巻」は「こんちゅうさいしゅう」に）。なお、同番組をネットしていた広島テレビ放送では、フジテレビ系とのクロスネット局だった時代に本番組の本放送もネット受けしていた。
- 2000年にファミリー劇場で再放送が行われ、後にDVD未収録となる第223話「男タコラよどこへ行くの巻」、第252話「恋の本命誰でしょうの巻」、第255話「さまようジャングルの巻」を含む全260話が放送された[21][22][23]。第220話「気違い真似して気が触れたの巻」については音声が大幅にカットされた状態での放送となった[24]。

## 映像ソフト
- 1995年に東宝映像事業部から38本を抜粋したレーザーディスクが発売された[25]。品番 TLL2238[26]
- 1997年にソニー・ミュージックエンタテインメントからVHS「クレクレタコラ ～よりぬきスペシャル～」全3巻が発売された。
- 2002年にパイオニアLDCから4枚組のDVD-BOXが初回限定生産で発売された(ASIN B00006S25D)。前々年のファミリー劇場放送時には全260話が揃った状態で放送されていたが、このDVD-BOXでは「フィルムが現存しない」という理由で3話分が未収録となり、合計257話の収録となった。映像特典として『クレクレタコラができるまで』（8mmフィルムで撮影した、着ぐるみの製作過程・撮影所までの運搬やリハーサル風景など）が収録。
- 2016年12月14日に東宝より全5巻のDVD「クレクレタコラ コンプリート・コレクション」が発売。これまで未収録となっていた、第223話、第252話、第255話が収録された。
  - この発売を記念し、YouTubeのクレクレタコラのチャンネルにて全260話のうちの26話をよりぬきで公式配信が行われた。12月2日より各話1週間の限定配信となる。
  - DVD発売に関連してクレクレタコラの着ぐるみが再製作され、販促PRを終えた後も特撮やサブカルに関連するイベントなどで出演するようになった。2018年にはゆるキャラグランプリの企業・その他部門にエントリーし、3,907票を集めて108位となった[27]。